# Cavernago
Cavernago je italská obec v provincii Bergamo v oblasti Lombardie.
V roce 2014 zde žilo 2 627 obyvatel.

## Poloha
Sousední obce jsou: Calcinate, Ghisalba, Grassobbio, Seriate, Urgnano a Zanica.

## Vývoj počtu obyvatel
Zdroj: 